# Rafał Kubacki
Rafał Andrzej Kubacki, né le 23 mars 1967 à Wrocław, est un judoka polonais qui évoluait dans la catégorie des poids lourds dans les années 1980-1990. Champion du monde et champion d'Europe junior au milieu des années 1980, il s'illustre rapidement chez les séniors par un titre continental et une médaille de bronze mondiale en 1989. Non médaillé aux Jeux olympiques de Barcelone, il remporte le titre mondial en toutes catégories (catégorie plus disputée aux J.O. depuis 1984) en 1993 à Hamilton. Il échoue cependant au pied du podium chez les poids lourds puisque vaincu par le futur vainqueur David Douillet. Malgré quelques podiums européens et un nouveau sacre mondial en 1997 en toutes catégories, il ne parvient pas à monter sur le podium olympique à Atlanta en 1996 et à Sydney en 2000.
Durant sa carrière, il représente les clubs du Gwardia Wrocław, Śląsk Wrocław et AZS-AWF Wrocław.
Après sa carrière sportive, il a entamé une carrière politique au sein du Parti populaire polonais ; il échoue cependant aux municipales dans sa ville natale de Wrocław. Il a par ailleurs joué un rôle dans le film Quo Vadis ? de Jerzy Kawalerowicz.

## Palmarès

### Championnats du monde
- Championnats du monde 1989 à Belgrade (Yougoslavie) :
  -  Médaille de bronze dans la catégorie des poids lourd (+ 95 kg).
- Championnats du monde 1993 à Hamilton (Canada) :
  -  Médaille d'or en toutes catégories.
  - 5e dans la catégorie des poids lourd (+ 95 kg).
- Championnats du monde 1997 à Paris (France) :
  -  Médaille d'or en toutes catégories.
  - 7e dans la catégorie des poids lourd (+ 95 kg).
- Championnats du monde 1999 à Birmingham (Royaume-Uni) :
  - 7e dans la catégorie des poids lourd (+ 100 kg).

### Championnats d'Europe
| Catégorie / Année | Catégorie / Année | 1989 | 1991 | 1993 | 1994 | 1995 | 1996 | 1997 | 1998 |
| ----------------- | ----------------- | ---- | ---- | ---- | ---- | ---- | ---- | ---- | ---- |
| poids lourd       | +95 kg            | 1er  | 3e   | 3e   | 2e   | 3e   | 3e   | 3e   | -    |
| poids lourd       | +100 kg           | -    | -    | -    | -    | -    | -    | -    | 2e   |

### Divers
- Juniors :
  - 1 titre de champion du monde junior en 1986 à Rome.
  - 3 titres de champion d'Europe junior en 1985, 1986 et 1987.
- Tournoi de Paris :
  - 1 podiums en 1996.

## Honneurs et distinctions
Rafał Kubacki est élu Sportif polonais de l'année en 1993.